# محمود الجيوش
محمودالجيوش(1933م_2015م) سياسي، محامٍ، حقوقي، ومفكر. سوري من معربة درعا .

## ولادته وتحصيله
ولد محمدبدر الجيوش في معربا درعا( 1351هـ ـ1933م) نشأ في بيئة تجارية، حيث كان والده كان يعمل في تجارة الحبوب .تلقى تعليمه الأساسي والثانوي في مدارس التجهيز في دمشق،ما أهّله للالتحاق بالجامعة. في عام 1960م، وحاز على إجازة في الحقوق من جامعة دمشق ، لتبدأ بذلك مسيرته المهنية في المجال القانوني..

## عمله ووظائفه
عقب انقلاب عام 1960في سوريا،برز محمود الجيوش على الساحة السياسية، تم تكليفه برئاسة مكتب التنظيم في مجلس قيادة الثورة.سمي وزيراً للتموين في حكومة صلاح الدين البيطار الثالثة .التي تشكلت في الرابع من آب عام 1963 وحتى الثاني عشر من تشرين الثاني عام 1963م.سمي وزيراً للتموين في حكومة أمين الحافظ الأولى. التي تشكلت في الثاني عشر من تشرين الثاني عام 1963 واستمرت حتى الرابع عشر من أيار عام 1964م.أظهر الجيوش حنكة في إدارة الأزمات الاقتصادية، صرح الوزير الجيوش على أثر اضطرابات 1964م، بأن وزارة التموين ستعمد إلى توزيع بعض المواد التموينية على صغار الباعة والجمعيات التعاونية الاستهلاكية لتأمين إيصال هذه المواد إلى الشعب بسبب إغلاق بعض التجار الكبار محالهم، كما هدد بعقوبات شديدة في حالة رفع التجار السوريين اسعار المواد الغذائية كاسكر والأرز.بعد مغادرة الوزارة، آَنتخب نائبا لرئيس الهيئة العربية للتحكيم الدولي، وعضوا في مركز التحكيم التجاري لدول مجلس التعاون الخليجي، وعضوا ناشطا في منظمة حقوق الإنسان كنائب رئيس مجلس إدارة رابطة حقوق الإنسان، وعضو لجنة رفع الحصار عن الشعب العراقي إبان الأحتلال الأمريكي. افتتح مكتبه الخاص للمحاماة في دمشق، وتحديدًا في ساحة الحجاز، بناء الأوقاف فوق شركة الطيران. يُدار هذا المكتب حتى الآن من قبل ولده المحامي مالك الجيوش، بمساعدة مجموعة من المحامين، منهم الدكتور غسان الجيوش، مما يؤكد على استمرار إرثه القانوني..

## كتبه وآثاره
لم يقتصر دور الجيوش على الممارسة العملية للقانون والسياسة، بل كان له مساهمات فكرية قيمة. نشر العديد من المقالات في مجلة "محامون"،
منها.
- "حقوق الإنسان العربي بين النصوص الدستورية والتطبيقية": مقال يعكس اهتمامه النقدي بتحليل الفجوة بين التشريعات النظرية والممارسات الفعلية في مجال حقوق الإنسان بالمنطقة العربية.
- "ندوة سوسة حول التحكيم الدولي في العلاقات التجارية بين أوروبا والبلاد العربية والمسائل المعلقة": يعكس هذا المقال خبرته العميقة واهتمامه المتواصل بقضايا التحكيم التجاري الدولي، ويُبرز دوره كخبير في هذا المجال.

## وفاته
توفي محمود بدر الجيوش في دمشق بتاريخ 20 مارس 2015م. نُقل جثمانه ليوارى الثرى في مسقط رأسه ببلدته معربا في شرقي محافظة درعا، ونعته نقابة المحامين بفرعيها في دمشق ودرعا ورابطة المحكمين الدوليين وجامعة قاسيون اعترافًا بإسهاماته الكبيرة ومسيرته الحافلة في خدمة القانون والعدالة وحقوق الإنسان.

## المرجع
1. ↑  "محمود الجيوش". التاريخ السوري المعاصر. 23 فبراير 2023. مؤرشف من الأصل في 2025-03-20. اطلع عليه بتاريخ 2025-05-09.
2. ↑  سمير، عبده ، (2006). حزب البعث العربي الإشتراكي يحكم سوريا، 1963-1970. دار حسن ملص للنشر،.
3. ↑  الساطع، أكرم نور الدين (2008). تاريخ ووثائق النصف الثاني من القرن العشرين: أحداث - أعلام - وثائق (1950-2000). دار النفائس للنشر والتوزيع. ISBN:978-9953-18-444-9.
4. ↑  "حكومة صلاح الدين البيطار الثالثة". ويكيبيديا. 15 نوفمبر 2024. مؤرشف من الأصل في 2023-06-22.
5. ↑  حداد/-/-، غسان محمد رشاد (1 يناير 2007). أوراق شامية من تاريخ سورية المعاصر. ktab INC. ISBN:978-977-208-627-6.
6. ↑  الدوري، سيف الدين (1 يناير 2010). علي صالح السعدي. Al Manhal. ISBN:9796500035444.
7. ↑  "حكومة أمين الحافظ الأولى". ويكيبيديا. 29 مارس 2025. مؤرشف من الأصل في 2025-02-18.
8. ↑  "دليل المحامين". دليل المحامين. 2025/5/21. مؤرشف من الأصل في 16 مايو 2025. اطلع عليه بتاريخ 2025/5/21. {{استشهاد ويب}}: تحقق من التاريخ في: |تاريخ-الوصول= و|تاريخ= (مساعدة)صيانة الاستشهاد: BOT: original URL status unknown (link)

## وصلات خارجية
دليل المحامين السوريين